# Terminalia brasiliensis
Terminalia brasiliensis là một loài thực vật có hoa trong họ Trâm bầu. Loài này được (Cambess. ex A. St.-Hil.) Eichler miêu tả khoa học đầu tiên năm 1867.